# Чавка (филм)
Чавка је југословенски филм из 1988. године. Режирао га је Милош Радивојевић,  сценарио су писали Милош Радивојевић и Светозар Влајковић, а музику је написао Корнелије Ковач.

## Радња
Пријатељство двојице градских дечака, једног, који је одрастао у материјалном благостању, и другог, који је бескућник и кога селе из школе у школу јер педагозима ремети представу о дечјој подобности. Оно што је заједничко за обојицу је што су из разорених породица и жељни топлине. Они другују упркос забранама одраслих, стварајући свој свет малих тајни и радости.

## Улоге
| Глумац             | Улога                |
| ------------------ | -------------------- |
| Марко Ратић        | Чавка                |
| Слободан Негић     | Профа                |
| Александар Берчек  | Профин отац          |
| Радмила Живковић   | Профина мајка        |
| Милена Дравић      | Учитељица            |
| Богдан Диклић      | Директор школе       |
| Соња Савић         | Психолог Нада        |
| Радован Миљанић    | Чувар                |
| Драган Николић     | Чавкин отац          |
| Бранко Видаковић   | Доктор               |
| Бранислав Лечић    | Стимјановићев отац   |
| Лидија Плетл       | Стимјановићева мајка |
| Предраг Милинковић | Конобар              |
| Наташа Лучанин     |                      |
| Слађана Раденковић |                      |
| Јован Бабић        | Стимјановић          |
| Ђорђе Радуловић    |                      |
| Маја Сковран       |                      |